# Liste der Bodendenkmäler in Schieder-Schwalenberg
Die Liste der Bodendenkmäler in Schieder-Schwalenberg enthält die denkmalgeschützten unterirdischen baulichen Anlagen, Reste oberirdischer baulicher Anlagen, Zeugnisse tierischen und pflanzlichen Lebens und paläontologischen Reste auf dem Gebiet der Stadt Schieder-Schwalenberg im Kreis Lippe in Nordrhein-Westfalen (Stand: Juli 2021). Diese Bodendenkmäler sind in Teil B der Denkmalliste der Stadt Schieder-Schwalenberg eingetragen; Grundlage für die Aufnahme ist das Denkmalschutzgesetz Nordrhein-Westfalen (DSchG NRW).
| Bild                      | Bezeichnung                   | Lage                                                                                                  | Beschreibung | Bauzeit | Eingetragen seit | Denkmal- nummer |
| ------------------------- | ----------------------------- | --- | ------------ | ------- | ---------------- | --------------- |
|                           | Grabhügel                     | Brakelsiek Flur 1, Flurstück 9                                                                        |              |         |                  | 1               |
|                           | Grabhügel                     | Brakelsiek Flur 2, Flurstück 173                                                                      |              |         |                  | 2               |
|                           | Flurrelikte und Grabhügel     | Schieder Flur 10, Flurstück 239                                                                       |              |         |                  | 3               |
|                           | Grabhügel                     | Schieder Flur 2, Flurstück 62                                                                         |              |         |                  | 4               |
| weitere Bilder            | Wallburg (Alt-Schieder)       | Schieder Flur 2, Flurstücke 32, 39 und 63 Karte                                                       |              |         |                  | 5               |
|                           | Hohlwegbündel und Grabhügel   | Schieder Flur 2, Flurstück 63                                                                         |              |         |                  | 6               |
|                           | Wegsperre                     | Schieder Flur 2, Flurstücke 32, 63 und 123                                                            |              |         |                  | 7               |
| weitere Bilder            | Wallburg (Siekholzer Schanze) | Siekholz Flur 2, Flurstücke 109, 110 und 305 Karte                                                    |              |         |                  | 8               |
|                           | Flurrelikte und Hohlwegbündel | Siekholz Flur 2, Flurstücke 223 und 305                                                               |              |         |                  | 9               |
|                           | Hohlweg                       | Schieder/Siekholz Flur 6, Flurstück 63 / Flur 2, Flurstücke 60 und 43                                 |              |         |                  | 10              |
|                           | Siedlungsplatz                | Schieder Flur 11, Flurstück 5                                                                         |              |         |                  | 11              |
|                           | Siedlungsplatz                | Schieder Flur 11, Flurstück 1                                                                         |              |         |                  | 12              |
| weitere Bilder            | Wallburg (Herlingsburg)       | Schieder Flur 1, Flurstück 11–14 Karte                                                                |              |         |                  | 13              |
|                           | Grabhügelgruppe               | Schieder Flur 2, Flurstücke 124 und 125                                                               |              |         |                  | 14              |
|                           | Grabhügel                     | Schieder Flur 1, Flurstück 19                                                                         |              |         |                  | 15              |
|                           | Flurrelikte und Hohlwegbündel | Schieder Flur 1, Flurstücke 11, 12, 14, 55, 63                                                        |              |         |                  | 16              |
|                           | Flurrelikte                   | Schieder Flur 1, Flurstücke 94 und 112                                                                |              |         |                  | 17              |
|                           | Grabhügel                     | Brakelsiek Flur 1, Flurstück 12                                                                       |              |         |                  | 18              |
| Schalensteine, Kultstätte | Schalensteine, Kultstätte     | Brakelsiek Flur 1, Flurstück 12 Karte                                                                 |              |         |                  | 19              |
|                           | Grabhügel                     | Schwalenberg Flur 17, Flurstück 4                                                                     |              |         |                  | 20              |
| weitere Bilder            | Wallburg (Rodenstatt)         | Brakelsiek/Schwalenberg Flur 8, Flurstücke 22, 23, 26, 27, 28, 33 / Flur 17, Flurstücke 2 und 3 Karte |              |         |                  | 21              |
|                           | Burg Schwalenberg             | Schwalenberg Flur 13, Flurstück 3                                                                     |              |         |                  | 22              |